# Bulbothrix suffixa
Bulbothrix suffixa är en lavart som först beskrevs av Stirt., och fick sitt nu gällande namn av Hale. Bulbothrix suffixa ingår i släktet Bulbothrix och familjen Parmeliaceae.   Inga underarter finns listade i Catalogue of Life.